# Кунен, Йохан
Йохан Кунен (нидерл. Johan Coenen; род. 4 февраля 1979 в Веллене, Бельгия) — бывший бельгийский профессиональный шоссейный велогонщик.

## Достижения
2000
1-й Ля Кот Пикард
2002
2-й Тур Финистера
2003
1-й Этап 6 Тур Баварии
7-й Кюрне — Брюссель — Кюрне
9-й Тур Ду
10-й Этуаль де Бессеж
2004
3-й Эшборн — Франкфурт
3-й Париж — Камамбер
4-й Омлоп ван хет Васланд
7-й Тур Люксембурга
9-й Гран-при Пино Черами
2005
1-й Гран-при Лиллера
7-й Стрела Хаспенгау
9-й Этуаль де Бессеж
1-й  Горная классификация
10-й Тур Люксембурга
10-й Полинорманд
2006
1-й Петли Оны
2-й Гран-при Пино Черами
6-й Четыре дня Дюнкерка
6-й Гран-при Ефа Схеренса
7-й Тур Люксембурга
7-й Три дня Западной Фландрии
7-й Кюрне — Брюссель — Кюрне
7-й Гран-при Плюмелека-Морбиана
2007
2-й Гран-при Марселя Кинта
3-й Тур Рейнланд-Пфальца
6-й Тур Валлонии
2008
1-й Классика Бевербека
6-й Схал Селс
8-й Круг Лотарингии
2009
1-й Омлоп ван хет Васланд
2010
2-й Стер Электротур
8-й Тур де Еврометрополь
10-й Халле — Ингойгем
2012
6-й Джиро дель Фриули-Венеция-Джулия
1-й  Горная классификация
8-й Флеш дю Сюд
8-й Гран-при Понт-а-Марка
10-й Классика Бевербека
2013
1-й Тур Гваделупы
2-й Тур Сингкарака
1-й Этап 3
8-й Петля Артуа
2014
1-й Этап 2 Тур Гваделупы
6-й Дуо Норман (c Борисом Кареном)
6-й Круг Валлонии
2015
9-й Тур Венгрии